# مارتن بريل
مارتن بريل (بالإنجليزية: Martin Brill)‏ هو مبارز بالسيف نيوزيلندي، ولد في 7 أبريل 1956 في ستوك أون ترينت في المملكة المتحدة.

## وصلات خارجية
- مارتن بريل على موقع أوليمبيديا (الإنجليزية)